# Хаштаг
Хаштаг (на английски: hashtag, произношение haʃtag на британски английски или hæʃˌtæɡ на американски английски) е знак за препратка (таг) за търсене в социалните мрежи.
Представлява дума или символен низ, предхождани от символа диез („#“). Така съставената поредица от букви, цифри и знаци се превръща в етикет, който предоставя метаинформация при кратки текстови съобщения. Лингвистът Якоб Айнщайн нарича метакоментиране този начин на употреба на етикети, съставени от думи в самото съобщение.

## Етимология и произношение
Думата хаштаг (на английски: hashtag) е заета от английския, където е съставена от 2 думи: hash (хаш), в страните от Британската общност, обозначаваща символа диез върху телефонната клавиатура, и tag (таг), означаваща етикет.
Имайки предвид, че думата хаш се използва предимно в британския английски, Оксфордският речник описва произнасянето на думата с „а“ – хаштаг. Поради популярността на американския английски е също така възможно думата са бъде произнесена с „е“ – хештаг.

## История
Обозначения, маркиране с предхождащ символ диез първоначално се използват от чат услугата IRC за маркиране на различните чат канали („говорилни“).
По-късно, при развитието на платформата за кратки текстови съобщения Туитър, тази концепция е предложена  и в крайна сметка е приета за създаване на тематични етикети в самия текст на съобщението.
След популяризацията им чрез Туитър хаштаговете постепенно се приемат и в други социални мрежи и микроблогинг платформи. Така Google+, LinkedIn и Facebook въвеждат използването на хаштагове съответно през юли 2011, февруари 2013 и юни 2013 г.

## Примерна употреба
#Уикипедия е свободна #енциклопедия, която всеки може да редактира!

В този пример думите Уикипедия и енциклопедия са маркирани с предхождащ диез и се превръщат в хаштагове, т.е. в етикети. Така всяко целенасочено търсене на ключовите думи „енциклопедия“ или „Уикипедия“ в съответната мрежа ще произведе това съобщение като резултат.